# Gongylus
Gongylus es un género de empusidos del orden Mantodea. Se caracteriza por sus extremidades muy delgadas con grandes apéndices, por lo menos una especie (Gongylus gongylodes) se mantiene como un animal doméstico por los aficionados. Los machos de las especies son capaces de volar.

## Especies
Contiene las siguientes especies:
- Gongylus gongylodes (Linnaeus, 1758)
- Gongylus pauperatus (Fabricius, 1793)
- Gongylus trachelophyllus Burmeister, 1838